# Ernst II av Sachsen-Altenburg
Ernst II (Ernst Bernhard Georg Johann Karl Friedrich Peter Albert), född den 31 augusti 1871 i Altenburg, död den 22 mars 1955 på jaktslottet Fröhliche Wiederkunft i Trockenborn-Wolfersdorf, var 1908–1918 regerande hertig av Sachsen-Altenburg.

## Biografi
Ernst II var son till hertig Moritz av Sachsen-Altenburg (1829–1907). 
Han gifte sig första gången 1898 med Adelheid av Schaumburg-Lippe (1875–1971), från vilken han skilde sig 1920. 1934 ingick han ett andra äktenskap med Maria Triebel (1893–1955).
Ernst II abdikerade 13 november 1918 i samband med det tyska krigsnederlaget och de politiska oroligheter som följde, och drog sig senare tillbaka till ett av sina slott, Fröhliche Wiederkunft. 

### Barn
- Charlotte Agnes (1899–1989); gift 1919 med Sigismund av Preussen (1896-1978), son till Henrik av Preussen, sonson till Fredrik III av Tyskland
- Georg Moritz, arvhertig av Sachsen-Altenburg (1900–1991)
- Elisabeth (1903–1991)
- Friedrich Ernst (1905–1985)